# Камалов Євген Віталійович
Євген Віталійович Камалов (1984 р.н.) — полковник Збройних сил України, доктор філософії, доцент.

## З життєпису
Народився у 1984 році в м. Чойбалсан (Монгольська Народна Республіка) у родині військовослужбовця.
Навчався у Харківському інституті танкових військ при Національному технічному університеті «ХПІ» у 2001—2006 роках.
Офіцерську службу розпочав у 300-му навчальному танковому полку 169 Навчального центру командування Сухопутних військ (КСВ) на посадах: заступник командира роти з озброєння, командир роти забезпечення навчального процесу, командир навчальної танкової роти, заступник командира навчального танкового батальйону, командир навчально-танкового батальйону.
Пізніше слухач Національного університету оборони України (НУОУ) командно-штабного інституту застосування військ (сил) за спеціалізацією: «Бойове застосування та управління діями військових частин Сухопутних військ». Після академії був на посаді заступника командира 56 окремої мотопіхотної бригади ОК «Південь» КСВ.
Згодом знову на викладацьких посадах у Національному університеті оборони України: Ад'юнкт за спеціалізацією «Військове управління за видами збройних сил», доцент кафедри військової підготовки, а після закінчення курсу вищого керівного складу стратегічного рівня (L-4) НУОУ вже на посаді начальника кафедри військової підготовки.
З жовтня 2023 очолив Київський військовий ліцей імені Івана Богуна. Вчене звання: доцент.

## Нагороди
За особисті заслуги у зміцненні обороноздатності Української держави, мужність і самовіддані дії, виявлені у захисті державного суверенітету та територіальної цілісності України, зразкове виконання військового обов'язку, відзначений:
- орденом Данила Галицького[3]
- нагрудним знаком «Хрест Військова честь» та багатьма іншими відомчими медалями та відзнаками Міністерства оборони і Генерального штабу Збройних Сил України.
- відзнаками Ради національної безпеки і оборони України II і III ступеня
- нагрудним знаком Національного університету оборони України